# 菲尔斯滕费尔德附近洛伊佩尔斯多夫
菲尔斯滕费尔德附近洛伊佩尔斯多夫是奥地利施蒂利亚州菲尔斯滕费尔德县的一个市镇。总面积17.74平方公里，总人口1397人，人口密度78.7人/平方公里（2001年）。